# Biochemical Journal
Le Biochemical Journal (abrégé en Biochem. J.) est une revue scientifique bimestrielle à comité de lecture spécialisée sur les disciplines de la biochimie et de la biologie cellulaire. 
D'après le Journal Citation Reports, le facteur d'impact de ce journal était de 4,396 en 2014. L'actuel directeur de publication est Peter R. Shepherd (Université d'Auckland, Nouvelle-Zélande).